# Station Chepoix
Station Chepoix is een spoorwegstation in de Franse gemeente Chepoix. Het station is gesloten.